# Никомах (писац)
Никомах (Грчки: Νιχόμαχος, Nikhómakhos) био је драмски писац који је живео у Атини у 5. веку пре нове ере. Био је млађи Софоклеов савременик. Сачувани су само следећи наслови и припадајући фрагменти Никомахових драма: Alcmaeon, Aletides, Alexander, Geryones, Eriphyle, Mysians, Neoptolemus, Polyxena, Teucer, и Tyndareos. Написао је и драму под називом Едип.